# Hank D'Amico
Hank Henry D'Amico (Rochester, 21 marzo 1915 – New York, 3 dicembre 1965) è stato un clarinettista e sassofonista statunitense.

## Biografia
Figlio di emigrati Siciliani, iniziò gli studi musicali con il violino, passò al clarinetto con cui si esibì nella band scolastica a Buffalo.
Nel corso della sua carriera militò nelle band di Paul Specht (1936), in quella di Red Norvo (1937), poi fu leader di un proprio gruppo, nel 1938. Il biennio 1939-1940 lo vide impegnato con Richard Himber e in seguito, nel 1940-1941, nell'orchestra di Bob Crosby (fratello di Bing Crosby).
Dopo aver ricostituito un'altra volta una propria band (1941-1942), ricomincia a suonare come freelance per Les Brown, nuovamente con Red Norvo, Benny Goodman, Cozy Cole, Miff Mole, Tommy Dorsey, Jack Teagarden, contemporaneamente lavora in orchestre radiofoniche sia per la CBS (1943) che per la ABC Records (dal 1944).
Da questo momento, fino alla sua prematura scomparsa, assunse di tanto in tanto la direzione di propri piccoli gruppi.
Abile clarinettista e stilisticamente influenzato da Benny Goodman e Artie Shaw, le sue doti di esecutore si possono ascoltare nel brano (di Lester Young) "These Foolish Things" del 1944.

## Discografia
come Leader
- 1954 - Holiday with Hank (Bethlehem Records, BCP 1006)